# Hoekgetrouwe meetkunde
In de wiskunde is de hoekgetrouwe meetkunde of Möbius meetkunde de studie van de transformaties op een riemann-variëteit of pseudo-riemann-variëteit die hoeken invariant laten. De hoekgetrouwe vlakke meetkunde houdt zich bezig met de implicaties van het behoud van hoeken, dus met conforme afbeeldingen. De hoekgetrouwe meetkunde in twee reële dimensies in het bijzonder is de meetkunde van riemann-oppervlakken.
Twee metrieken heten hoekgetrouw equivalent als er een hoek-behoudende transformatie tussen de twee bestaat.

## Hoekgetrouwe vlakke meetkunde
Hoekgetrouwe vlakke meetkunde is de studie van de euclidische ruimte met een toegevoegd punt op oneindig of anders gezegd een minkowski-ruimte met een paar punten toegevoegd op oneindig. Dat wil zeggen dat de context een compactificatie is van een vertrouwde ruimte.
De euclidische en pseudo-euclidische ruimten kunnen op een abstract niveau op vrijwel dezelfde manier worden behandeld, behalve in het geval van twee dimensies. Het compactificeerde twee dimensionale minkowski-vlak vertoont een uitgebreide hoekgetrouwe symmetrie. De groep van hoekgetrouwe transformaties heeft zes dimensies, terwijl de groep van hoekgetrouwe transformaties van het gecompactificeerde euclidische vlak er oneindig heeft.